# Jōgū Shōtoku hōō teisetsu

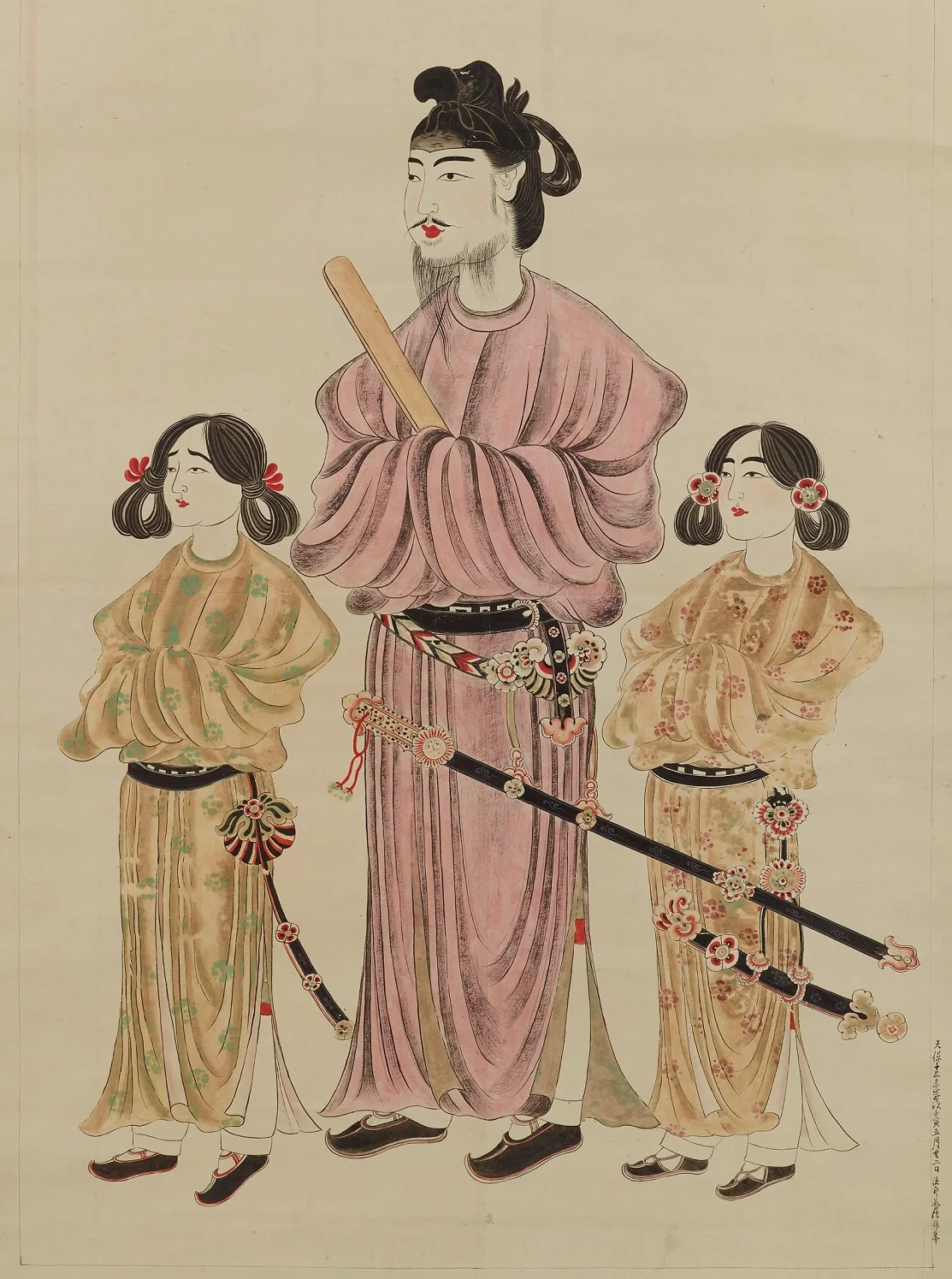
Le prince Shotoku encadré par son frère cadet (à gauche, le prince Eguri) et son fils ainé (à droite, le prince Yamashiro), reproduction sur gravure sur bois d'une peinture du VIIIe siècle.

Le Jōgū Shōtoku hōō teisetsu (上宮聖徳法王帝説), est une biographie du prince Shōtoku Taishi. Contenue sur un rouleau, c'est un Trésor national du Japon.

## Contexte
L'auteur (ou les auteurs) est inconnu. Longtemps conservé au Hōryū-ji, l'ouvrage est transféré à Chion-in en 1879.
Le texte se compose de cinq parties différente écrites au cours de périodes distinctes. Par ailleurs, le verso recèle également un certain contenu.
Bien que certaines parties semblent avoir été écrites au début du VIIIe siècle, le manuscrit complet date de 1050 environ.

## Contenu
La première partie dresse l'arbre généalogique de Shōtoku, y compris son père et sa mère, son épouse et ses enfants. Il s'agit de la partie la plus ancienne, écrite un peu avant 701 ou 708.
La deuxième partie décrit ses réalisations. Il s'agit notamment de ses contributions bouddhistes tels que ses sutras Sangyō gisho ainsi que la promulgation du classement des rangs de cour au Japon (de).
La troisième partie contient le texte intégral de trois inscriptions :
- les statuts de Bhaisajyaguru à Hōryū-ji ;
- le groupe de trois Bouddha connu sous le nom Shaka Sanzon (釈迦三尊像?) à Hōryū-ji ;
- le rideau brodé Mandara Tenjukoku.

Une grande partie du texte du rideau est maintenant perdue, aussi cette partie du Jōgū Shōtoku hōō teisetsu est-elle d'une valeur inestimable pour la reconstitution du texte manquant. Elle contient également trois poèmes de Kose no Mitsue (巨勢三杖).
La quatrième partie rapporte un certain nombre d'événements historiques. Il s'agit notamment de l'introduction du bouddhisme au Japon en provenance de Baekje, de la création de la Constitution en 17 articles, du massacre de la famille du prince Yamashiro par Soga no Emishi et Soga no Iruka et de l'élimination de Soga no Emishi et Soga no Iruka par l'empereur Naka-no-Ōe. Cette partie est écrite entre 708 et 715.
La cinquième partie détaille les règnes de cinq générations de souverains : les empereurs Kimmei, Bidatsu, Yōmei, Sushun et l'impératrice Suiko. On y trouve les années de leur règne, de leur mort et des informations sur leurs tombes. Le Jōgū Shōtoku hōō teisetsu se conclut enfin sur la mort de Shōtoku lui-même.
Le revers du rouleau contient des détails sur Soga no Umako et la construction du Yamada-dera et du Han'nya-ji.